# Derde Conferentie van Moskou
De Derde Conferentie van Moskou vond plaats van 18 oktober 1943 tot 11 november 1943. Dit was de derde geallieerde conferentie van de Tweede Wereldoorlog die in de Sovjet-Unie plaatsvond.
Op de conferentie kwamen de Verenigde Staten, het Verenigd Koninkrijk en de Sovjet-Unie bij elkaar om te spreken over de deelname van de Sovjet-Unie aan de oorlog met Japan en om te spreken over de gebiedsverdeling nadat de oorlog ten einde was gekomen. Er werden onder andere beslissingen genomen over:
- de verdeling van Duitsland door de geallieerde troepen na de oorlog
- verbod en opheffing van de NSDAP
- de herinvoering van de democratie in Duitsland
- de demilitarisatie van Duitsland
- de bestraffing van oorlogsmisdadigers
- herstelbetalingen van Duitsland
- de territoriale behandeling van Duitsland door een nog op te richten Europese Adviescommissie, de European Advisory Commission (EAC), die zetelde in Londen

De afgevaardigden waren allen ministers van buitenlandse zaken. De Verenigde Staten werden vertegenwoordigd door Cordell Hull, terwijl Anthony Eden het Verenigd Koninkrijk vertegenwoordigde. Vjatsjeslav Molotov kwam namens de Sovjet-Unie opdagen.